# Babelomurex mansfieldi
Babelomurex mansfieldi är en snäckart som först beskrevs av McGinty 1940.  Babelomurex mansfieldi ingår i släktet Babelomurex och familjen Coralliophilidae. Inga underarter finns listade i Catalogue of Life.